# Regelvisserij

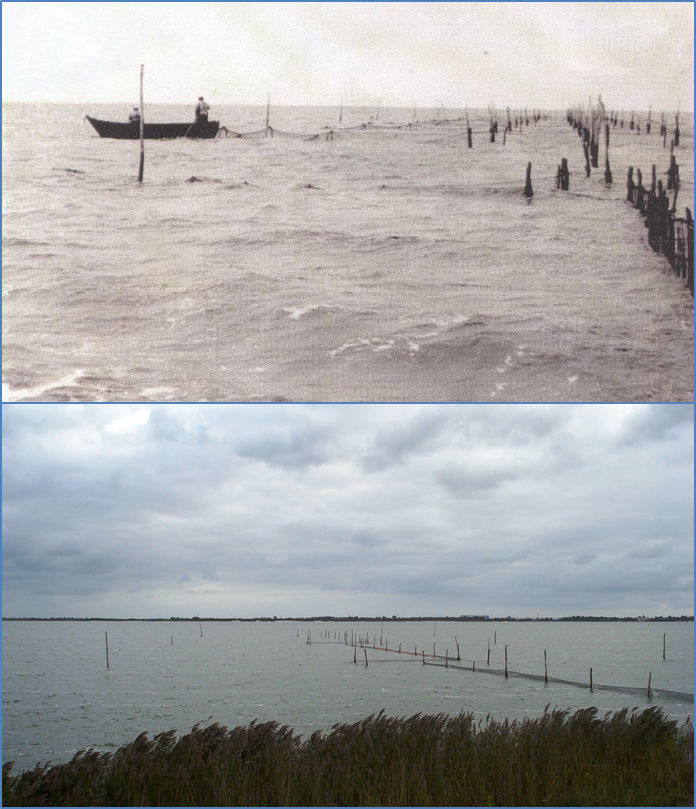
Zuiderzee toen, IJsselmeer nu

Een visplaats voor fuiken was langs de Zuiderzeekust onder verschillende benamingen bekend. In de omgeving van Enkhuizen noemde men het een staal, aan de Gelderse kust een saat en aan de Friese kust een regel (Fries: rigele). De methode was overal hetzelfde: langs een haaks op de wal geplaatst schutwant stonden op vaste afstand van elkaar een span: twee tegenover elkaar gezette fuiken.  
Deze methode wordt nog steeds gebruikt in het IJsselmeer. 

## Vissen in de Zuiderzee

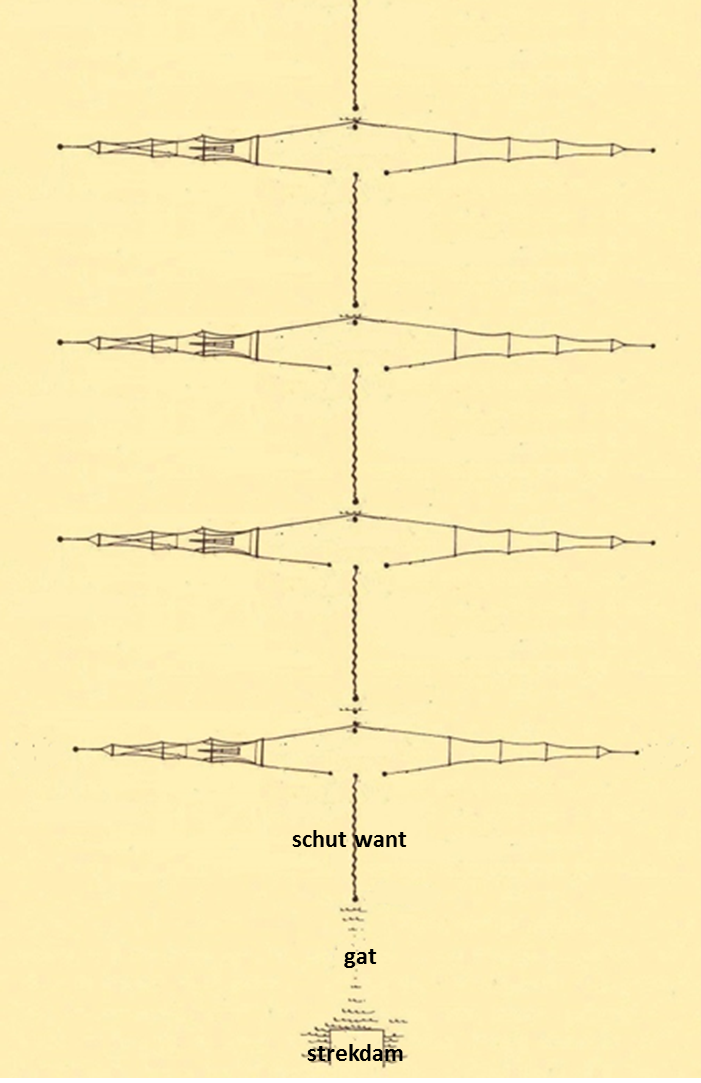
Principe van een regel haringfuiken

Op de Zuiderzee werd op twee manieren gevist. Wie de vis actief met een zeilboot opzocht gebruikte gaand want, bijvoorbeeld een kuilnet, sleepnet of zegen. Wie de vis passief opwachtte gebruikte staand want, bijvoorbeeld kubben, kamers, hoekwant, reepnetten of fuiken. Het vissen op haring werd op de Zuiderzee overwegend met gaand want beoefend. Fuiken waren in gebruik in de omgeving van Hoorn, rond het eiland Marken, op de Knar door voornamelijk Bunschoter vissers, aan de kust bij Harderwijk en Elburg en aan de kust van Barradeel.
Was in de andere Zuiderzeeplaatsen de fuikenvisserij op haring een van de gebruikte methoden en bovendien van ondergeschikt belang, in Barradeel was het nagenoeg de enige methode. Meestal verscheen de haring eind februari in de Zuiderzee om te paaien en vertrok in de loop van mei. De meeste Barradeelster vissers  zochten voor de rest van het jaar ander werk. Ze hoefden geen zeelui te zijn. De fuiken konden dicht onder de wal in zee worden gezet, waar zo weinig water stond dat ze bij eb deels boven water kwamen. De vis werd bij de visplaats aan wal gebracht en het verdere vervoer ging over het binnenwater of de weg. Een zeil had de Friese haringboot daarom niet nodig, de vissers konden het af met een vaarboom. Halverwege de negentiende eeuw breidde de Barradeelster haringvisserij zich uit naar het noorden (Het Bildt) en het zuiden (Wonseradeel). Na het voltooien van de Afsluitdijk kwamen haring en ansjovis na enkele jaren ook niet meer voor in de Waddenzee. Enkele beroepsvissers gebruikten de regelvisserij nog enkele decennia voor de vangst op schol en tong.

## Toewijzing visplaatsen
Toewijzing van visplaatsen voor fuiken is sinds eeuwen gestructureerd gebeurd. Uit bewaard gebleven reglementen van vissersgilden in Harderwijk en Elburg blijkt dat het gilde de visplaatsen beheerde en dat de plek waar individuele vissers hun fuiken mochten zetten door loting werd bepaald. De plichten van de vissers waren nauwkeurig omschreven net als de boetes die ze moesten betalen als ze die niet nakwamen. Het vissersgilde van Stavoren hanteerde voor het vissen met palingfuiken ook zo’n reglement.  Het stadsbestuur bepaalde de visplaatsen en de voorwaarden, de gilden verdeelden ze en hielden toezicht op het naleven van die voorwaarden.
De afspraken van de fuikenvissers van Koehool, die voor het eerst in 1736 zouden zijn vastgelegd, hadden een vergelijkbare opzet. Het samenwerkingsverband van deze vissers vertoonde veel overeenkomsten met de werkwijze binnen een gilde, maar in Barradeel bestonden gilden niet. Het gebruik van visplaatsen langs de kust werd verleend door de Staten van Friesland en het Waterschap.

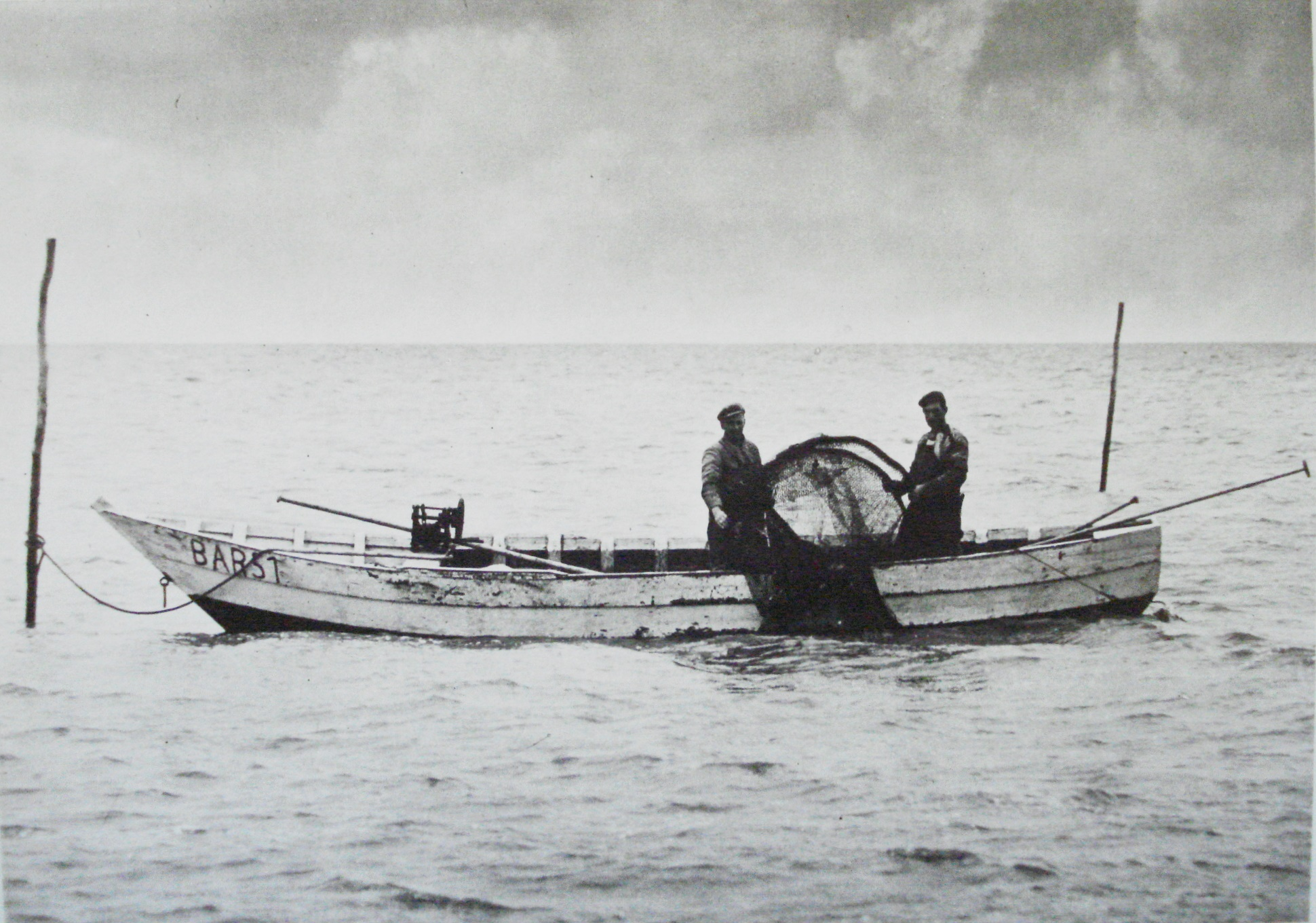
Fuiken legen aan de regel door de neven Lammert Palma Mzn en Lammert Palma Kzn

## Friese fuikenboot
De Friese haringboot is een toonbeeld van eenvoud en doelmatigheid. Hij heeft een platte bodem, hellende stevens, vrij steile boorden van drie overnaadse gangen en een mastbank zonder mast. Bij die mastbank is hij op zijn breedst en vandaar buigen de boorden naar de vrij hoge voorsteven. Met zijn geringe diepgang en zijn vlakke, gladde bodem kan hij bij laag water tot vlak bij de waterlijn varen zodat het lossen gemakkelijk gaat. Het relatief brede bodemvlak geeft hem stabiliteit zodat ook bij betrekkelijk ruw weer nog kan worden gevaren.

## Het materiaal
Een complete haringvisserij werd langs de Friese noordwestkust een boatsriuw genoemd en in het Nederlands kortweg een boot. Hij omvatte na 1900 behalve de boot meestal 28 fuiken, ruim 400 meter schutwant, de benodigde stokken en palen en verder manden, kisten, haken enz. Verder waren er extra fuiken nodig om de met wier en ander vuil dichtgeslibde fuiken regelmatig te verschonen. In de relatief kleine open haringboten waren altijd twee man nodig voor het leeghalen van de fuiken. Vaak waren dat compagnons die elk voor de helft eigenaar waren van het boatsriuw. Zij werden halfbootvissers genoemd en zij deelden zowel de kosten als de opbrengsten. Een heelbootvisser viste met een knecht.

## Opbouwen van de regel
Bij het opbouwen van de regel moesten alle leden met hun boot en materiaal aanwezig zijn. De boten werden met vereende krachten over de dijk gesleept. Eerst werden de gelote plaatsen gemarkeerd met het zetten van de zogenoemde lotstokken, daarna konden de vissers bij hun eigen lotstokken beginnen met het plaatsen van hun fuiken en hun schutwant. Het duurde een aantal dagen voordat alle plaatsen met fuiken en schutwant waren dichtgemaakt.
Alle boten in een regel moesten hetzelfde aantal fuiken hebben. Elk jaar werd dat aantal afgesproken en ook de lengte van het schutwant per span werd vastgesteld. Bij een lengte van het schutwant van bijvoorbeeld dertig meter per span vormden vijf boten met tien span per boot een regel van zo'n anderhalve  kilometer lang. Alle boten voeren langs de hele regel om op hun lotplaatsen eerst de ene fuik van hun span te legen en op de terugweg langs de andere kant de tweede fuik van hun span te legen. 

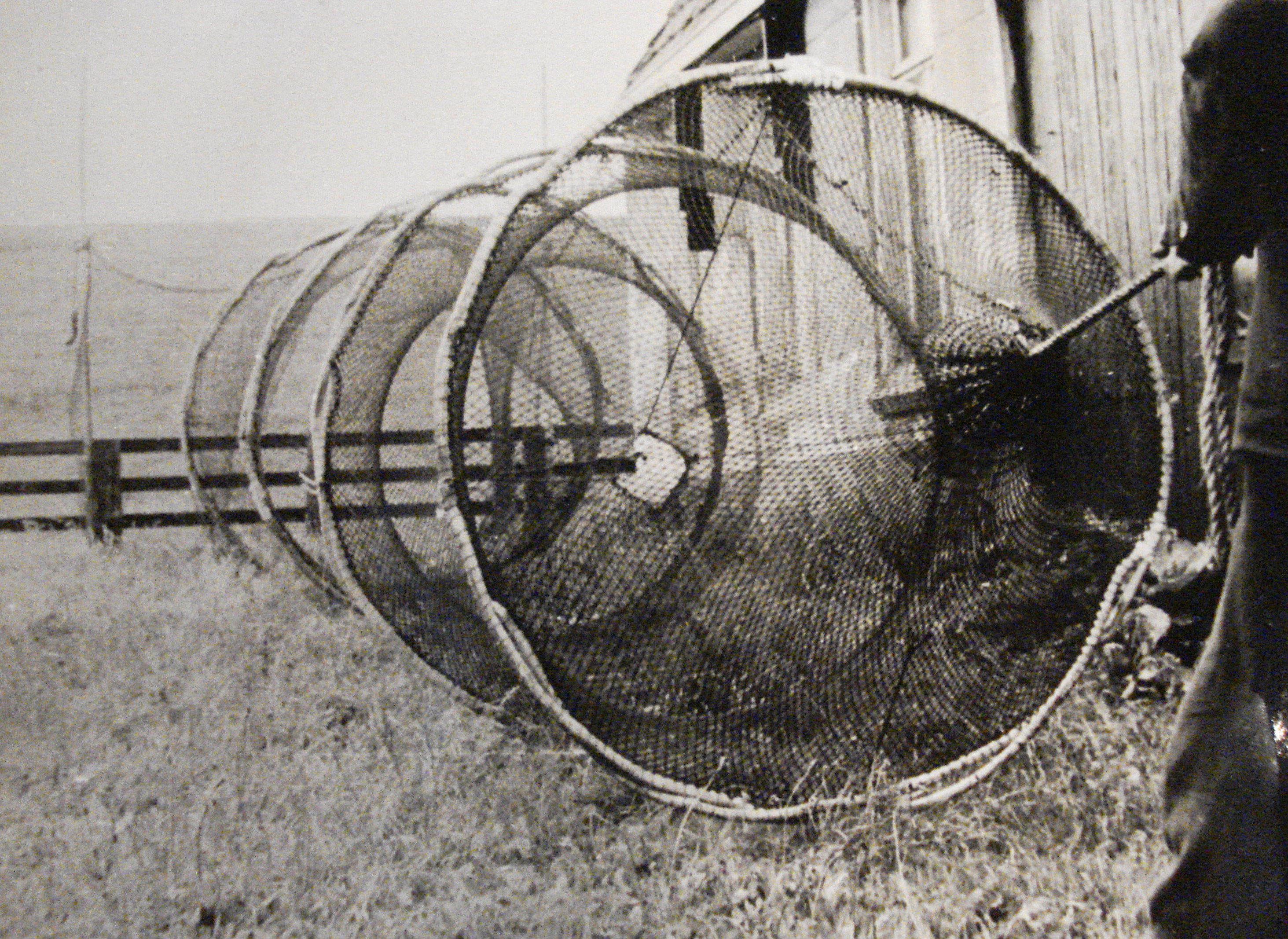
Friese haringfuik op het droge

## Lossen, tellen en afslag
De haringen werden bij het fuiklegen tussen schotten in de boot gestort en na het aanlanden in manden geschept en over de dijk gebracht. Daar werden ze niet gewogen maar geteld: in elke hand twee haringen was een worp, vijf worpen was een snees, vijftig worpen een tal (200). De prijs werd bepaald per tal. Van oudsher werd de vis aan de regel afgeslagen.
Individuele vissers mochten niet buiten de regelafslag om haring verkopen, tenzij anders werd afgesproken als er bijvoorbeeld te weinig vis of geen kopers waren. Na de afslag werd de vis naar rokerijen en andere afnemers vervoerd met hondenkar, handkar, paard en wagen of bootje, afhankelijk van de afstand en de hoeveelheid vis.

## Opheffen regelorganisaties
In de loop van de jaren 1920 kwam het haringvissen met kamers of kommen op, waarvoor geen regelorganisatie nodig was. Na het voltooien van de Afsluitdijk probeerden de haringen nog vier jaar tevergeefs de kom van de Zuiderzee te bereiken. Nog nooit hadden de vissers in de Waddenzee zoveel haringen gevangen. Tellen was onmogelijk en dus werd er gewogen. Het meeste ging naar de vismeelfabrieken. Vanaf 1937 verdwenen de haringen vrij snel ook uit de Waddenzee en daarmee verloren de regelorganisaties definitief hun reden van bestaan.

## Haringregels Noordwest-Friesland

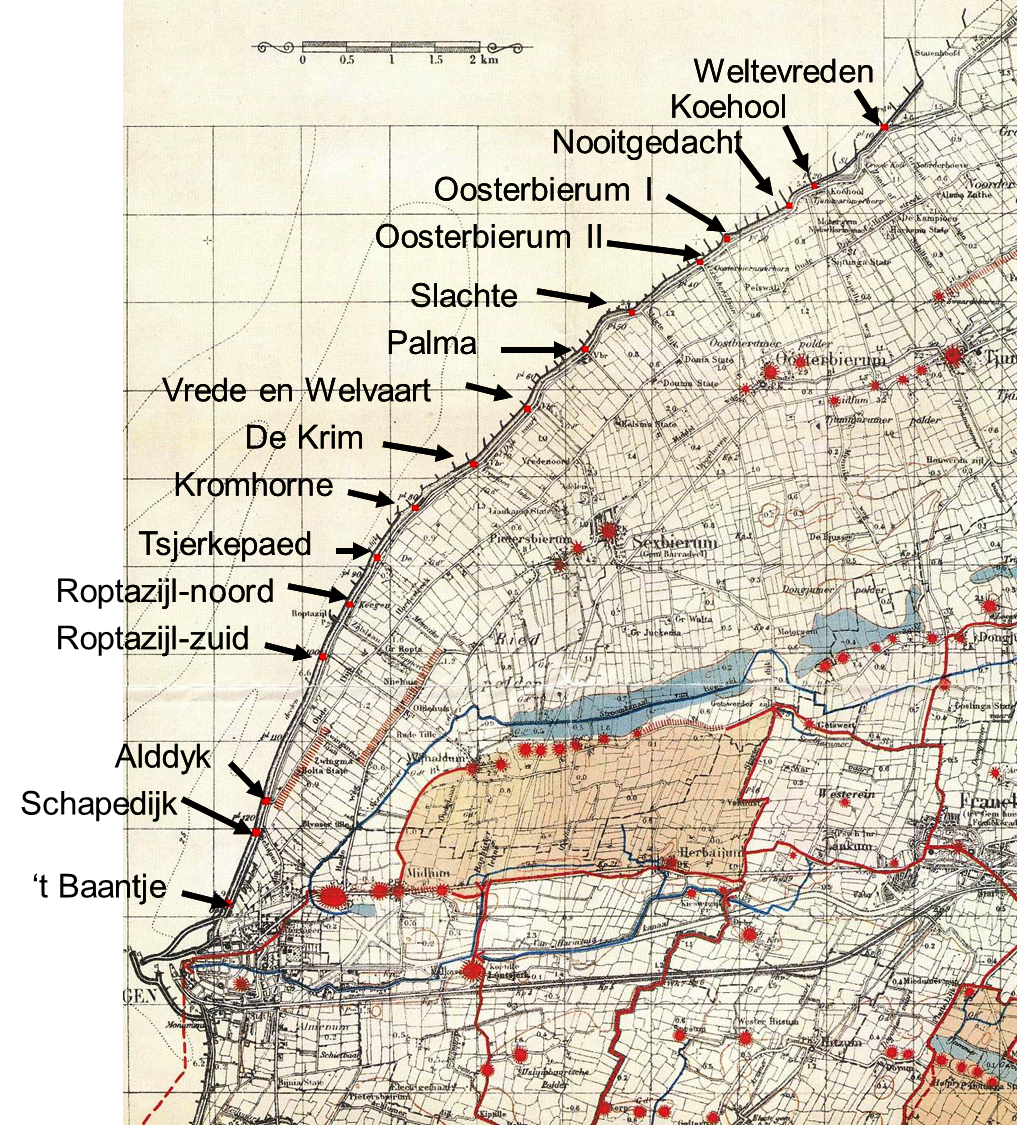
Haringregels ten noorden van Harlingen ±1900
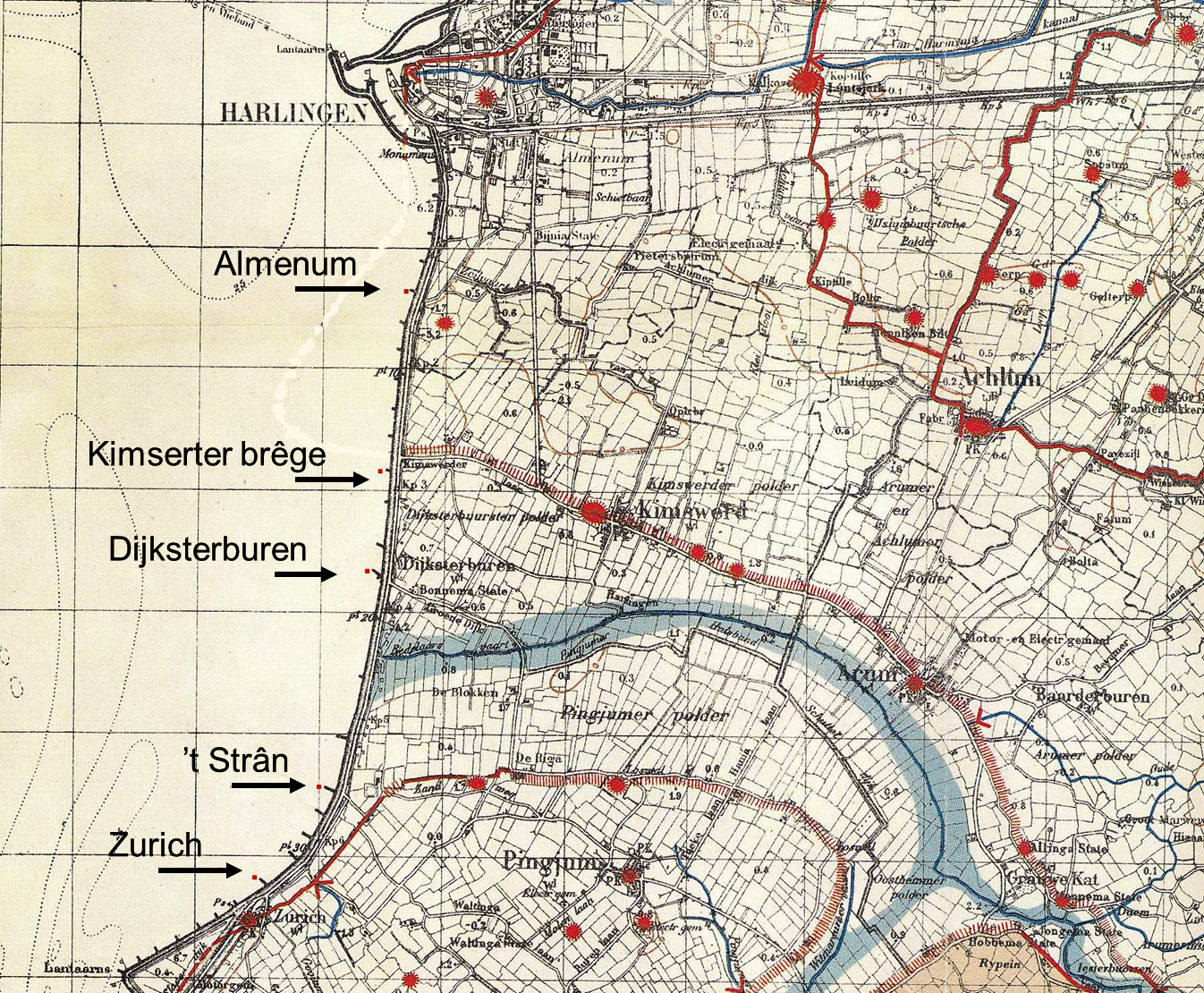
Haringregels ten zuiden van Harlingen ±1900
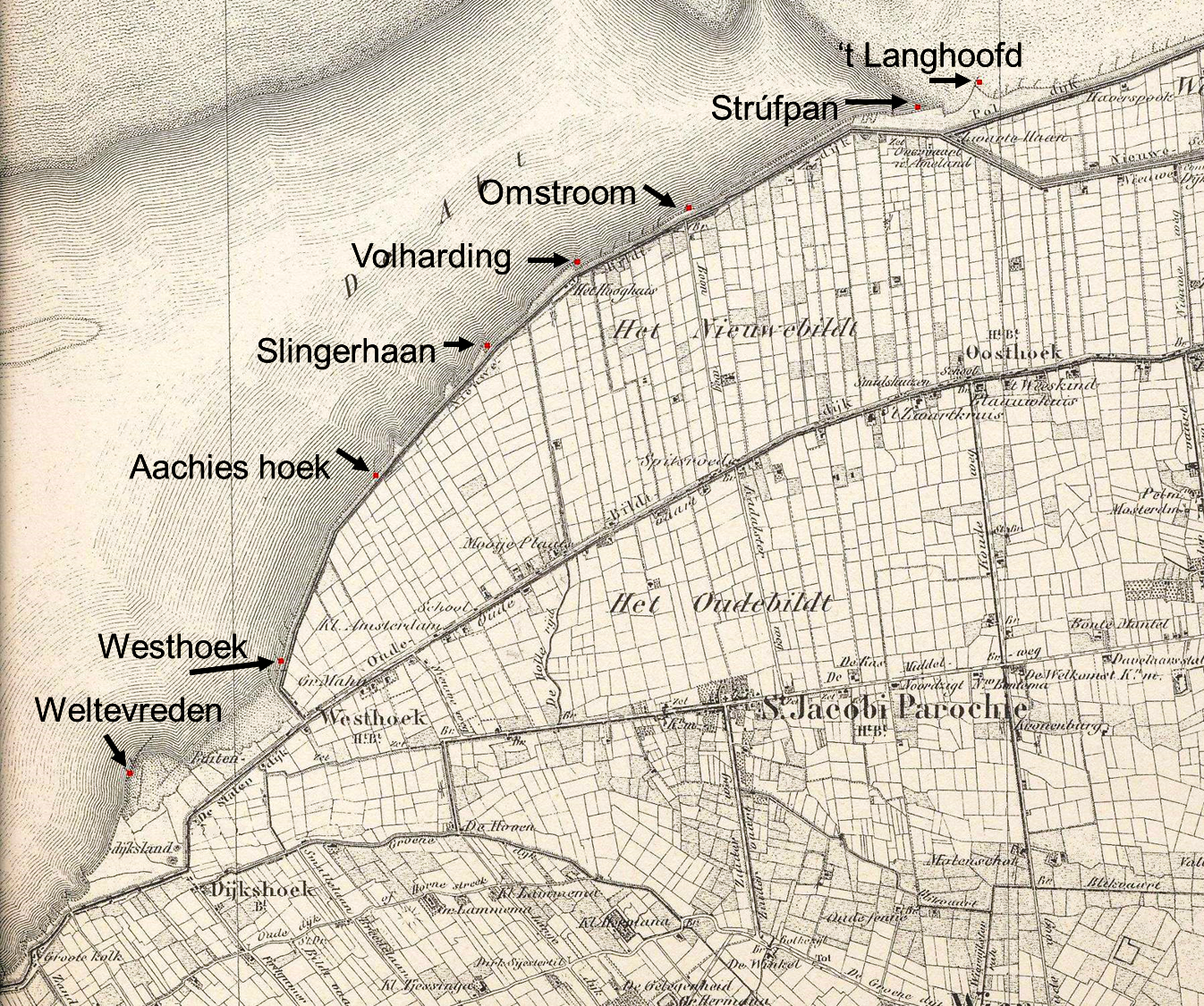
Haringregels van Het Bildt ±1900